# Katuaq

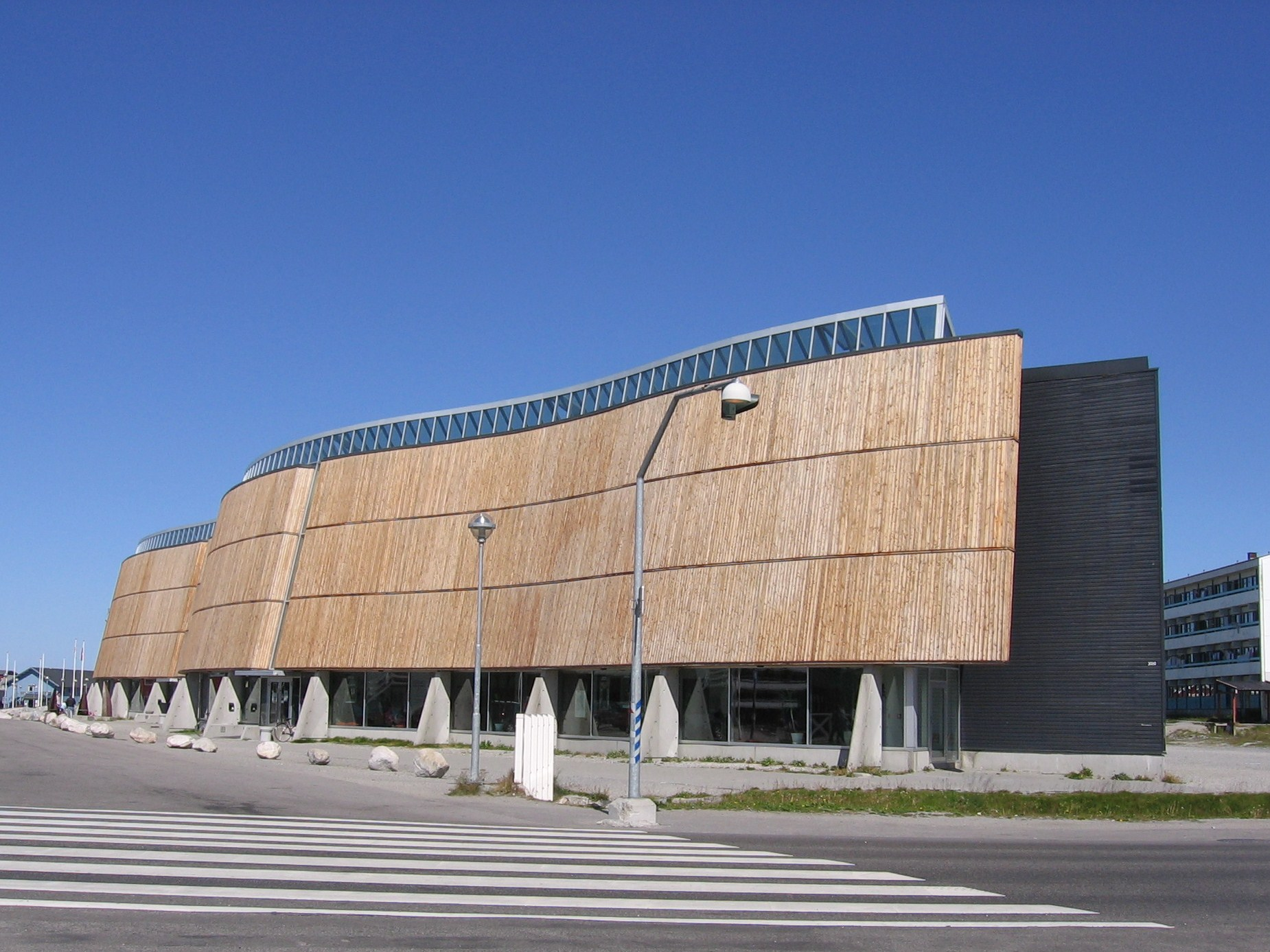
Katuaq in Nuuk

Katuaq is de naam van het cultureel centrum van Groenland, gevestigd in het centrum van de hoofdstad Nuuk. Het is een opvallend gebouw: een geelbruine houten golvende platen aan de voorkant, terwijl de achterkant opvallend zwart is. Van binnen is het erg licht. In Katuaq huizen geregeld festivals, theatervoorstellingen, koren en premières van Groenlandse films. Tevens dient de zaal als bioscoop.